# Exocentrus alni
Exocentrus alni är en skalbaggsart som beskrevs av Fisher 1932. Exocentrus alni ingår i släktet Exocentrus och familjen långhorningar. Inga underarter finns listade i Catalogue of Life.